# Heinrich Joseph Kampers
Heinrich Joseph Kampers (* 6. November 1806 in Stromberg (Hunsrück); † vor 1886) war ein deutscher Jurist und preußischer Politiker.

## Leben
Als Sohn eines Friedensrichters geboren, studierte Kampers nach dem Besuch des Kreuznacher Gymnasiums Rechtswissenschaften in Bonn. Während seines Studiums wurde er 1827 Mitglied der Alten Bonner Burschenschaft Germania. Nach seinem Examen wurde er 1829 Auskultator beim Oberlandesgericht Münster und 1851 Gerichtsreferendar beim Stadtgericht Koblenz. Zusammen mit Friedrich Kautz setzte er sich in der Demagogenzeit für verfolgte Burschenschafter ein. 1832 wurde er auf Wunsch des Fürsten von Wied Verwalter der gerichtlichen Ämter des Fürstentums Wied. So arbeitete Kampers von 1832 bis 1833 als Justizsekretär in Neuenburg, dann bis Mitte 1834 im Justizamt Asbach. Er wurde Advokat der fürstlichen Regierung in Neuwied und arbeitete dann bis 1842 als Friedensrichter in Sobernheim. Aus dem Staatsdienst entlassen, war er von 1842 bis 1852 Bürgermeister von Heddesdorf. Er war auch von 1846 bis 1852 als Kommandeur einer Landwehrkompanie tätig, zuletzt als Hauptmann. 1852 trat er wieder in den Staatsdienst ein und übernahm kommissarisch das Landratsamt Simmern. Später wurde er Landrat des Kreises Altenkirchen. Von 1855 bis 1858 war er Abgeordneter im Abgeordnetenhaus des Preußischen Landtags. 1875 wurde er pensioniert.

## Ehrungen
- Landwehrdienstauszeichnung
- Hohenzollernsche Denkmünze für Kämpfer 1848/49
- 1857: Roter Adlerorden, 4. Klasse
- 1875: Roter Adlerorden, 3. Klasse mit Schleife